# Oryzopsis barbellata
Oryzopsis barbellata là một loài thực vật có hoa trong họ Hòa thảo. Loài này được (Mez) Bor mô tả khoa học đầu tiên năm 1965.